# Ралли

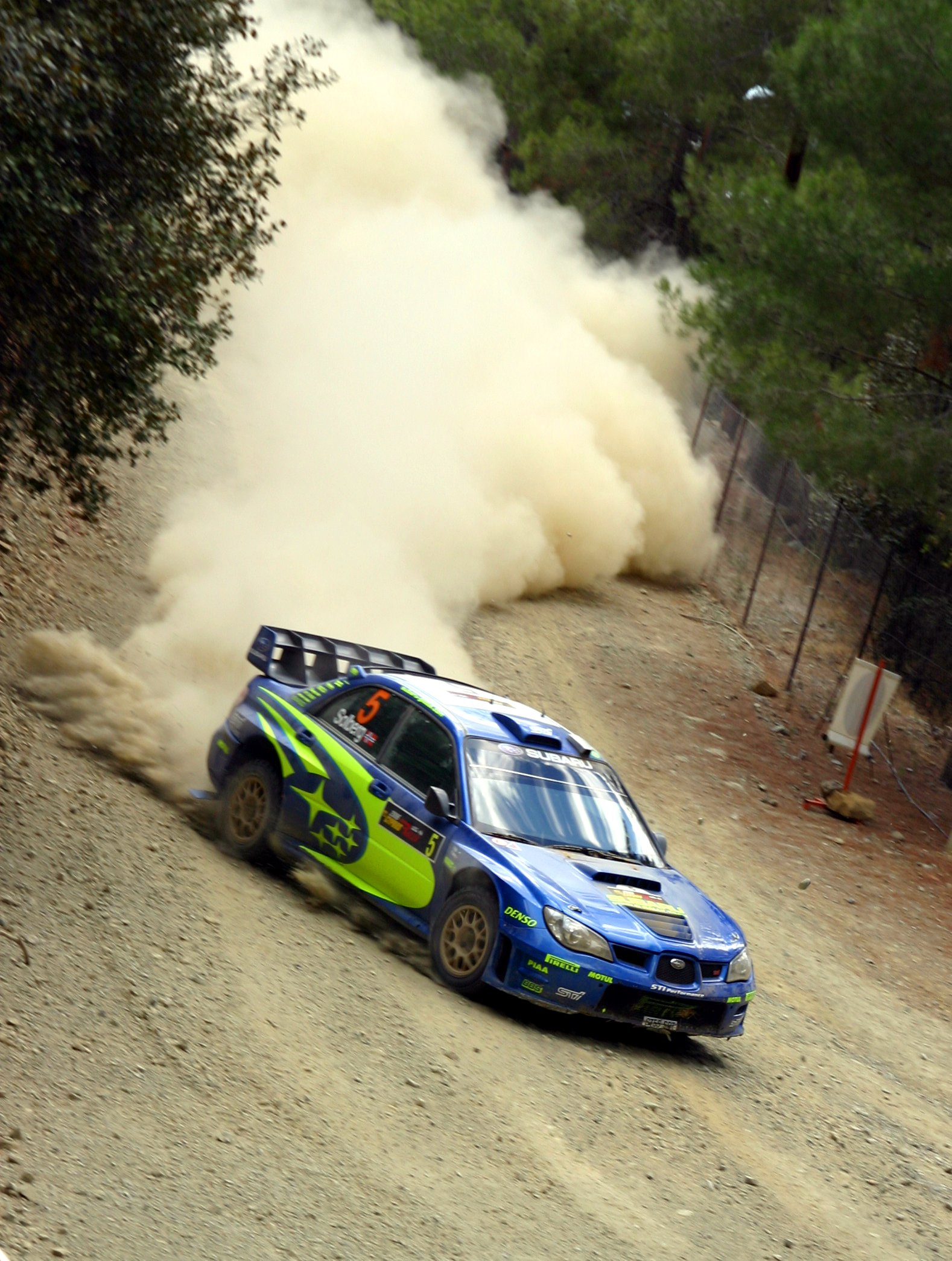
Петтер Сольберг на Ралли Кипр 2006 года, этапе Чемпионата мира по ралли

Ралли — вид автогонок, проходящих на открытых или закрытых трассах на модифицированных или специально построенных автомобилях. Этот вид гонок отличается тем, что заезды главным образом прокладываются по автомобильным дорогам общего пользования, в формате «из пункта A в пункт B» с прохождением контрольных точек. Пилоты едут на максимальной скорости только на специально перекрытых скоростных участках (их обычно называют СУ или ДОП). А от одного спецучастка до другого раллисты передвигаются, соблюдая все правила дорожного движения и за строго определенный временной норматив.
С дореволюционного времени и до последних десятилетий XX века в Российской империи и СССР это понятие предпочитали выражать русским словом «автопробег».

## История

### Довоенные годы

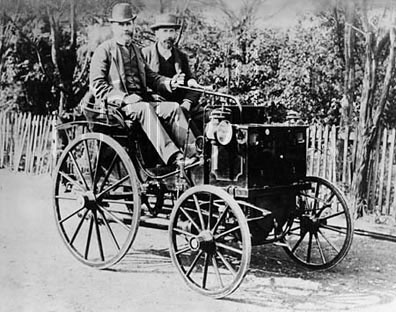
Panhard, 1890-е годы

Термин «ралли» как вид автоспорта впервые был применён в январе 1907 года на первом Ралли Монте-Карло. До сентября 1912 года термин мало использовался. Само по себе ралли в первый раз прошло в 1894 году — это была гонка между Парижем и Руаном при поддержке газеты «Le Petit Journal», вызвавшая значительный интерес общественности и ведущих производителей. Призы были вручены жюри на основе докладов наблюдателей, сидевших в каждом из автомобилей: в заезде победили Panhard и Peugeot.
Это событие стало началом периода дорожных гонок между городами во Франции и других европейских странах. В этот период появились многие правила, существующие и сегодня: раздельный старт гонщиков, контрольные точки на трассе, дорожные заметки и легенды, продолжительная езда по обычным, в основном гравийным дорогам, в любую погоду и в любой сезон. В ралли встречаются и водные броды и узкие участки трассы, проходящие по улочкам населенных пунктов.

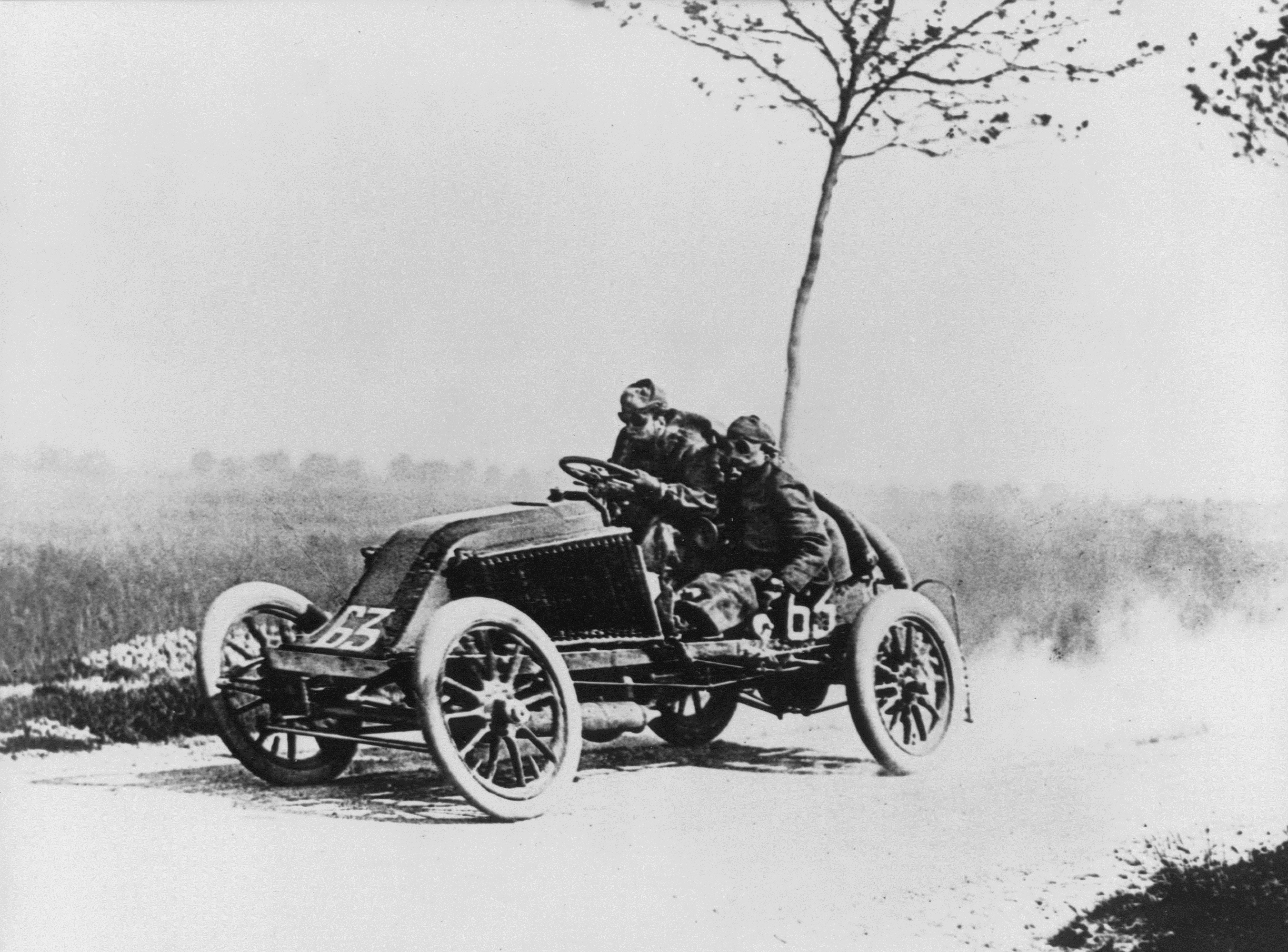
Марсель Рено на гонке Париж-Мадрид 1903 года

Первым из великих стало ралли Париж — Бордо — Париж в июне 1895 года, выигранное Эмилем Левассором на Panhard. Его время на дистанции 1178 км (732 мили), за вычетом перерывов, составило 48 часов и 48 минут, средняя скорость равнялась 24 км/ч (15 миль/ч). Всего восемь лет спустя в гонке Париж — Мадрид 1903 года Фернан Габриэль преодолел дистанцию в 550 км (342 миль) меньше, чем за пять с четвертью часов, показав среднюю скорость в 105 км/ч (65,3 миль/ч). Скорости возросли настолько, что это стало опасным для зрителей и других участников движения: происходили многочисленные аварии, было много пострадавших. Французское правительство остановило и запретило ралли. С тех пор гонки в Европе (за исключением Италии) должны были проводиться на специальных закрытых трассах. В 1907 году в Англии был построен первый специальный гоночный трек.
Италия начала проводить дорожные гонки с 1895 года, когда был организован пробный заезд из Турина в Асти и обратно. Первая настоящая гонка была проведена в 1897 году вдоль берега озера Маджоре из Ароны в Стрезу и обратно. Это стало началом таких традиционных заездов, как Targa Florio в Сицилии (с 1906 года) и Giro di Sicilia (1912), которые проводились вплоть до Второй мировой войны.
В апреле и мае 1900 года Автомобильный клуб Великобритании (предшественник Королевского автомобильного клуба) организовал Заезд Тысячи Миль, 15-дневное мероприятие, связавшее крупнейшие города Великобритании, для продвижения этого нового вида транспорта. В заезде приняло участие 70 автомобилей. Им предстояло преодолеть тринадцать этапов длиной от 43 до 123 миль с максимально разрешенной скоростью в 12 миль/ч (19 км/ч), а также пройти шесть спецучастков (подъёмы в гору и скоростные заезды). В периоды отдыха и остановок автомобили выставлялись на обозрение общественности.
В Германии первое соревнование нем. Herkomer Trophy Trial было проведено в 1905 году: это была 800-километровая дистанция с подъёмами в гору и скоростными участками. В первый год допускались лишь машины класса Gran Turismo. В 1906 году появились чистые гонщики, и победа досталась Рудольфу Штёссу на Horch.
В 1905 году в действие вступила и Франция, когда L’Auto организовала Coupe de l’Auto: среди участников были Lion-Peugeot, Sizaire-Naudin, Isotta Fraschini, Bugatti Type 13.
В то время прошло и две суперпротяжённые гонки: Пекин — Париж в 1907 году и Нью-Йорк — Париж в следующем году, маршрут которой проходил через Японию и Сибирь. В гонках участвовала лишь горстка авантюристов, но уже тогда победители обладали всеми качествами современных раллистов — тщательная подготовка, механические навыки, изобретательность, настойчивость и некоторая беспощадность.
В Великобритании, тем временем, в 1902 году Шотландский Автомобильный Клуб положил начало ежегодным гонкам. В 1908 году Королевский автомобильный клуб провёл международный 2000-мильный заезд автомобилей класса туринг, а в 1914 году провёл заезд легковых автомобилей. Тест был направлен на сравнение автомобилей и повышение уровня гонок.

### Военные годы

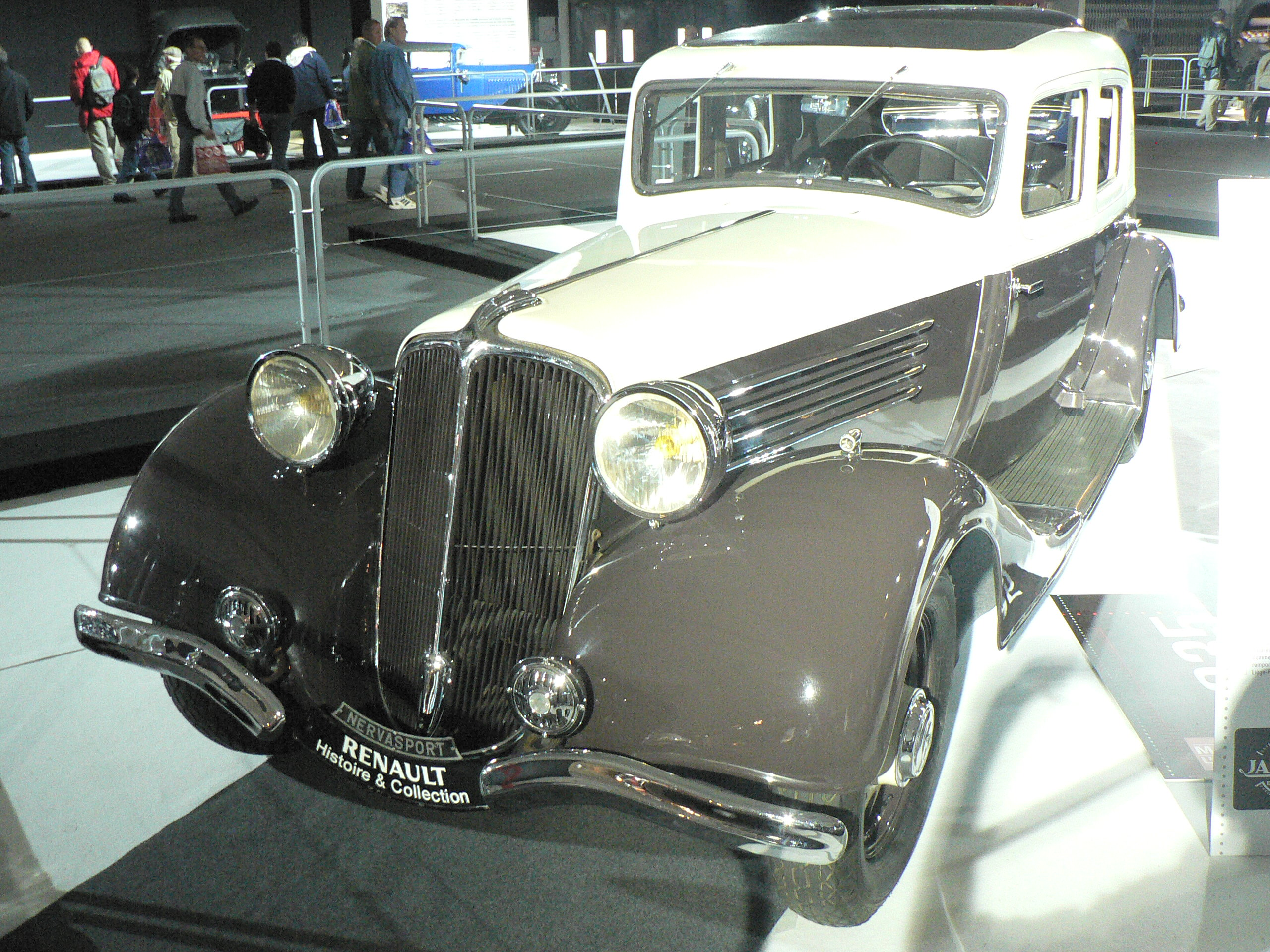
Renault Nervasport, победившее в Ралли Монте-Карло 1935 года

Первая мировая война принесла затишье в мир авторалли. Ралли Монте-Карло не проводилось до 1924 года, но с тех пор, за исключением Второй мировой войны, оно стало ежегодным соревнованием и остаётся этапом Чемпионата мира по ралли.
В 1920-е годы многочисленные вариации альпийских ралли возникали в Австрии, Италии, Франции, Швейцарии и Германии. Наиболее заметными среди них были Alpenfahrt в Австрии, Coppa delle Alpi в Италии и Coupe Internationale des Alpes, организуемый совместно автомобильными клубами из Италии, Германии, Австрии, Швейцарии и Франции. Это мероприятие, проводовишееся с 1928 по 1936 годы, привлекало к себе пристальное внимание напряжённой борьбой за Glacier Cup в индивидуальном зачёте и Alpine Cup в командном зачёте. В борьбе за последний принимали участие британские команды Talbot, Riley, MG и Triumph и невероятно сильные и хорошо финансируемые команды из гитлеровской Германии — Adler, Wanderer и Trumpf.
Французы начали своё собственное Rallye des Alpes Françaises в 1932 году, которое после Второй мировой войны стало именоваться Rallye International des Alpes (или кратко Coupe des Alpes). Между войнами было положено начало и другим важным ралли, в том числе британскому RAC Rally (1932 год) и бельгийскому Льеж-Рим-Льеж (1931 год), две гонки, совершенно противоположные по воплощению: первое ралли — плавный тур между городами с проездом по курортам и серией спецучастков; последнее — тяжёлая трасса по сложным европейским горным дорогам.
Первым ралли Ирландии стало Ulster Motor Rally (1931 год). Через несколько лет формат гонок изменился — появилось 1000-мильное (1600 км) Circuit of Ireland Rally. В Италии правительство Бенито Муссолини пропагандировало и развивало автоспорт всех видов, поэтому автогонки быстро возродились после Первой мировой войны, а в 1927 году была основана гонка Милле Милья, длиной более 1000 миль (1600 км) по магистралям от Брешиа в Рим и обратно. Она просуществовала в таком виде до 1938 года.
Льежское ралли в августе 1939 года было последним крупным событием перед Второй мировой войной, в нём победили бельгиец Гинет Трасенстер на Bugatti и француз Жан Треву на Hotchkiss.

### Послевоенные годы

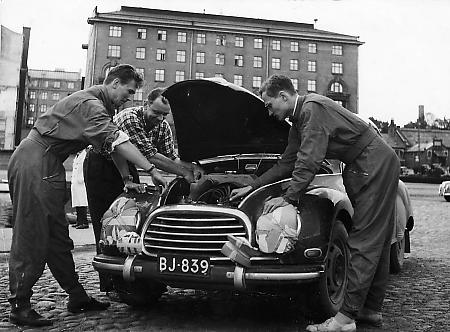
Осмо Кальпала, обслуживающий свой автомобиль DKW на Ралли «Тысяча Озёр» 1956 года

Ралли долго возрождалось после войны, но 1950-е годы стали Золотым Веком ралли. В Европе к Ралли Монте-Карло, льежскому и альпийскому ралли добавились: Ралли Лиссабон (Португалия, 1947), Ралли Тюльпанов (Нидерланды, 1949), Ралли Midnight Sun (Швеция, 1951 год, сейчас называется Ралли Швеция), Ралли Тысяча Озёр (Финляндия, 1951 год — теперь Ралли Финляндия), а также Ралли Акрополь (Греция, 1956). Международная автомобильная федерация (FIA) создала Европейский Чемпионат по ралли, состоящий из десяти или двенадцати этапов. В 1958 году началась первая официально признанная раллийная серия в Великобритании, названная Британским Чемпионатом по ралли.
Гонки уже не проводились по дорогам общего пользования, за исключением Италии, где подобное было запрещено после серьёзной аварии на ралли Милле Милья в 1957 году.

### Вне Европы

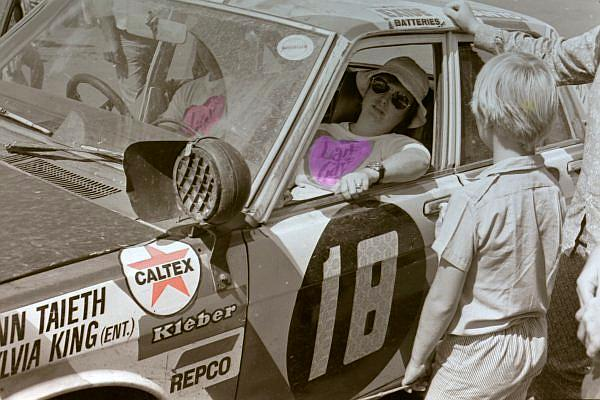
Контрольная точка на Ралли Сафари 1973 года

Гонки набирали популярность и за пределами Европы. В Южной Америке проводились длиннейшие гонки, с дистанциями от 5000 до 6000 миль (8000-9500 км), разделённые на дневные этапы. Первой стала гонка Gran Premio del Norte 1940 года, протянувшаяся от Буэнос-Айреса до Лимы и обратно. В ней победил Хуан-Мануэль Фанхио на переделанном купе Chevrolet. Это мероприятие было повторено в 1947 году, а в 1948 году была проведена ещё более амбициозная гонка Gran Premio de la América del Sur от Буэнос-Айреса до Каракаса (Венесуэла), в которой Фанхио попал в аварию, а его штурман погиб. Затем в 1950 году появилась быстрая и опасная Carrera Panamericana, трасса в 1911 миль (3075 км) длиной от границы Гватемалы до границы США, проводившаяся вплоть до 1954 года.
В 1950 году Африка увидела первую гонку Méditerranée-le Cap длиной в 10000 миль (16000 км) от Средиземного моря до Южной Африки, проводившуюся до 1961 года, когда по политическим обстоятельствам её пришлось остановить. В 1953 году Восточная Африка увидела Coronation Safari, позже названное Ралли Сафари и включенное в список этапов Чемпионата мира по ралли, за которым последовало Ралли Марокко и Ралли Кот-д’Ивуар. В том же году стартовал и австралийский RedeX Round.
В 1960-е годы Канада принимала одно из самых протяжённых и наиболее изматывающих ралли — Shell 4000. Кроме того, это единственная гонка, одобренная FIA в Северной Америке.

### Ралли сегодня

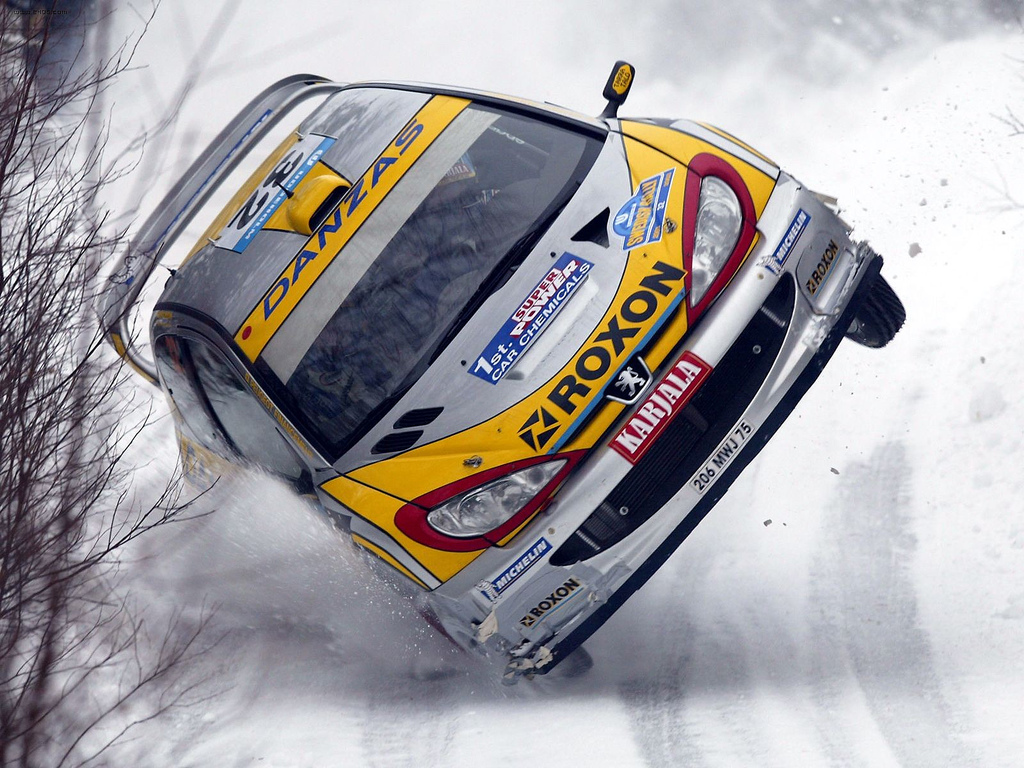
Юусо Пюкалисто на своём Peugeot 206 WRC на Ралли Швеция 2003 года

Ралли стало очень популярным в Швеции и Финляндии в 1950-е годы, отчасти благодаря изобретению спецучастков — коротких участков маршрута, преимущественно гравийных в этих странах, вдали от жилья и движения, на которых шёл отдельный отсчёт времени. Эта идея распространилась и на другие страны.
Льежское ралли оставалось одним из самых бескомпромиссных и тяжелых вплоть до 1964 года, к этому времени в него вошли пустынные дороги Югославии и Болгарии, а сложность трассы стала просто нереальной. The Coupe des Alpes продолжалось до 1973 года, когда французские власти решили выбрать Tour de Corse этапом-представителем в Чемпионате мира по ралли.

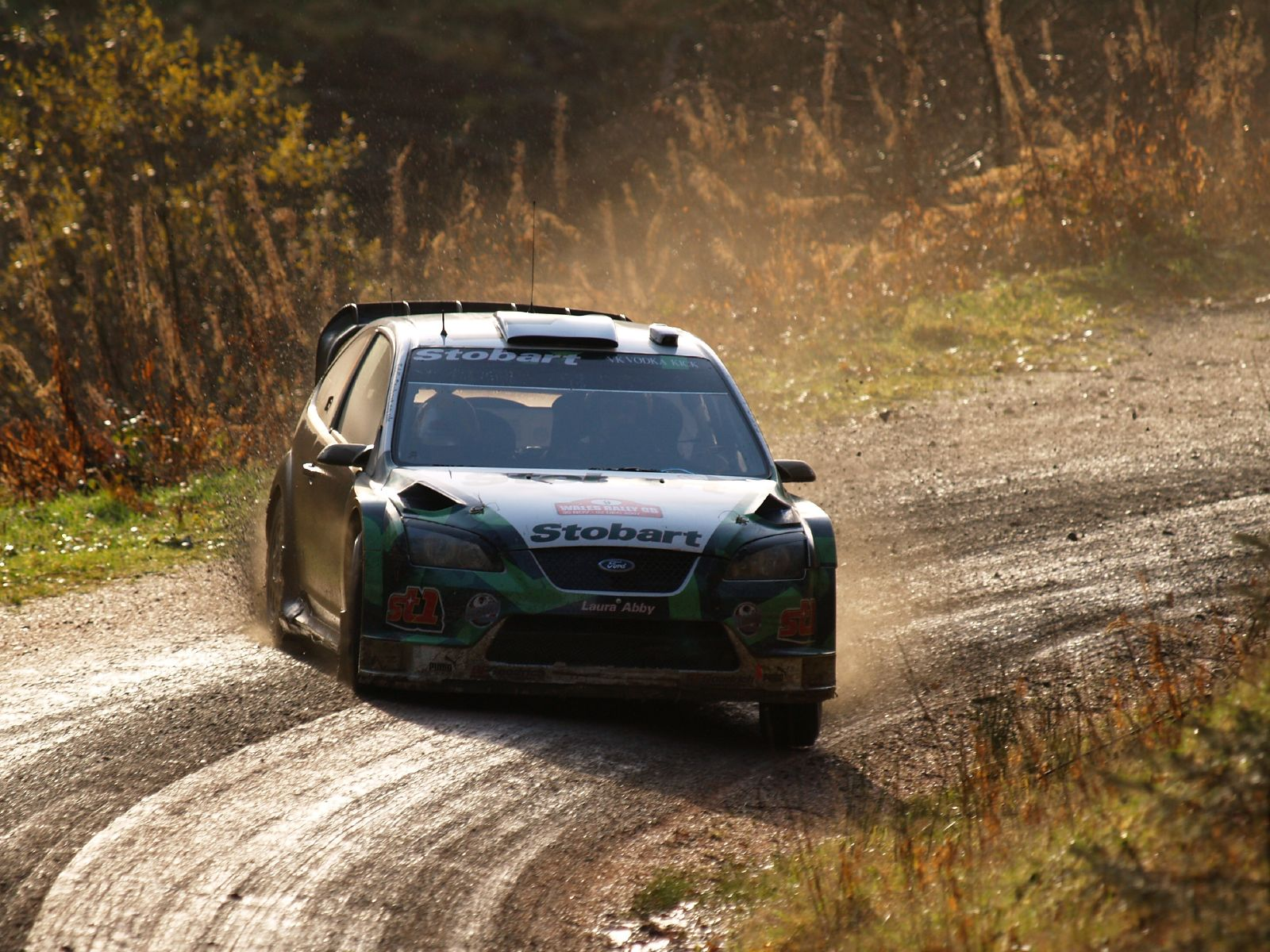
Яри-Матти Латвала на грязных гравийных дорогах Ралли Уэльс 2007 года

Ралли Великобритания официально стало международным соревнованием в 1951 году, но законы Великобритании препятствовали гонкам на дорогах общего пользования. Это означало, что соревнования сводились к коротким испытаниям маневренности и прочим ограничениям, делающим соревнование непривлекательным для зрителей и участников. Но в 1961 году Джек Кемсли смог убедить Комиссию по лесоводству открыть сотни миль хороших извилистых гравийных дорог, и мероприятие стало одним из самых сложных и популярных этапов календаря Чемпионата мира по ралли. Сейчас оно называется Ралли Уэльса.
С тех пор характер мероприятий мало изменился. Растущие расходы на организацию соревнований и всё более актуальные вопросы безопасности сократили дистанцию гонок, число этапов и ночных заездов. Ралли действительно стало международным видом спорта.

### Развитие раллийных автомобилей

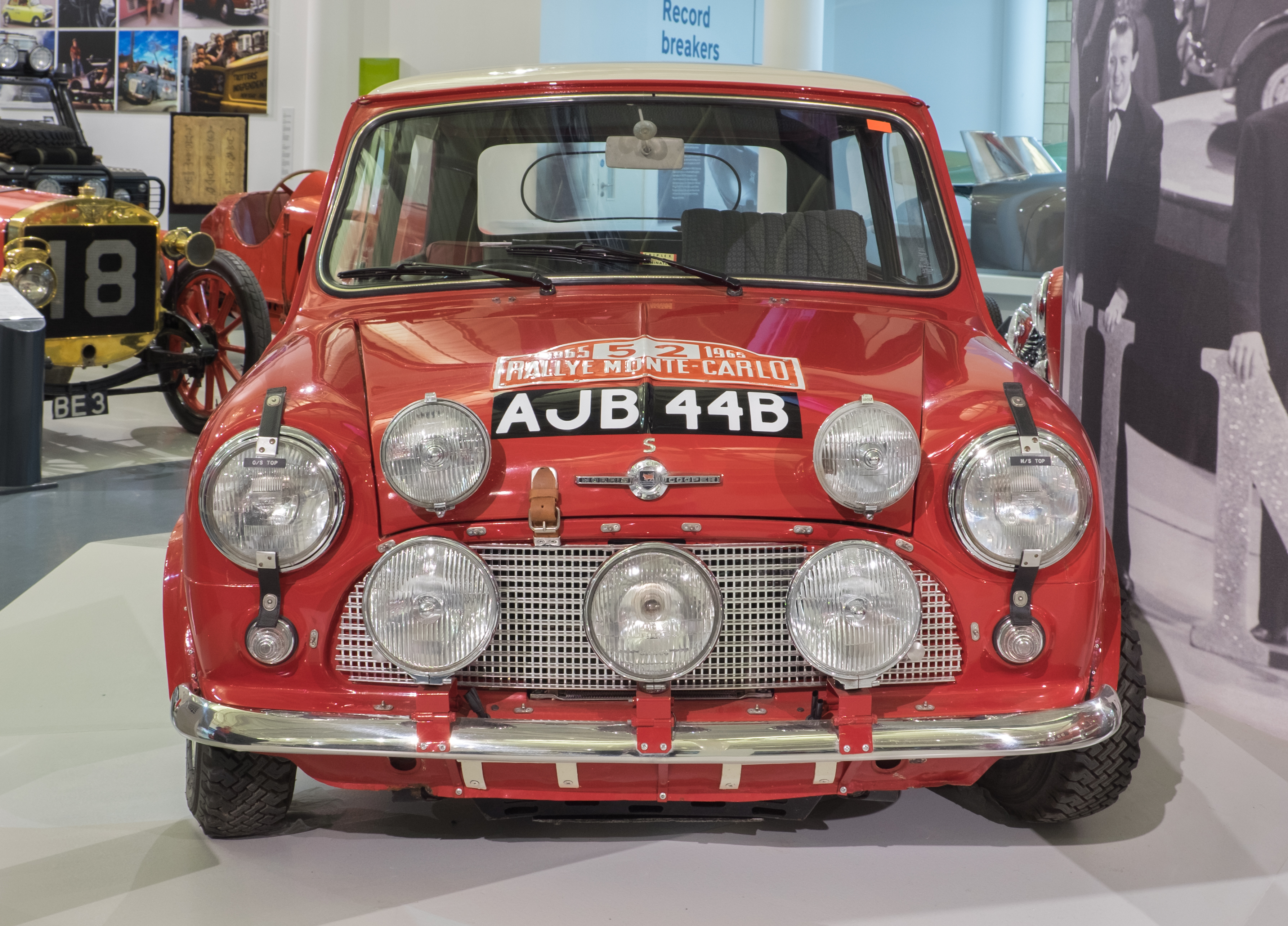
Mini Cooper S Тимо Мякинена. Mini выиграл Ралли Монте-Карло 1964, 1965 и 1967 годов

Основные изменения касались автомобилей, профессионализации и коммерциализации спорта. Производители напрямую участвовали в автогонках с самого начала, и в 1973 году Международная автомобильная федерация создала Чемпионат мира по ралли для производителей.
До Второй мировой войны в гонках, как правило, принимали участие стандартные или почти стандартные автомобили, хотя были и исключения — диковинный Ford V8, созданный румынами для Ралли Монте-Карло 1936 года. Автомобили модифицировались лишь в части управления, торможения и подвески. Это снижало расходы и позволяло большему числу спортсменов принимать участие в гонках.

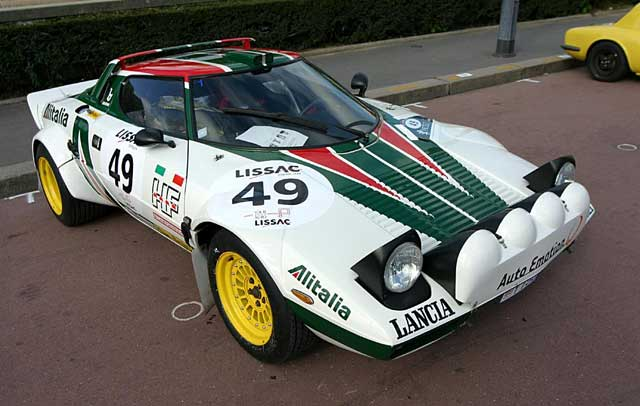
Lancia Stratos HF, выигравшая Чемпионат мира по ралли в 1974, 1975 и 1976 годах

Но с ростом общественного интереса автопроизводители начали создавать специальные модели, так, например, British Motor Corporation представила Mini Cooper в 1962 году и его преемника Mini Cooper S в 1963 году. Вскоре после этого британское отделение Ford подрядило Lotus для создания топовой версии семейного автомобиля Ford Cortina, а в 1968 году представило Escort Twin Cam, одну из самых успешных раллийных машин той эпохи. Аналогично Abarth разработала «заряженные» версии моделей Fiat 124 и Fiat 131.
Renault заказала небольшому производителю спортивных автомобилей Alpine переделать купе Alpine A110 в раллийный автомобиль, а также наняла команду квалифицированных водителей. Затем в 1974 году появилась Lancia Stratos, первый автомобиль, изначально спроектированный для раллийных гонок. Производители обошли правила FISA (прежнее название FIA), собрав некоторое число автомобилей для повседневной езды.

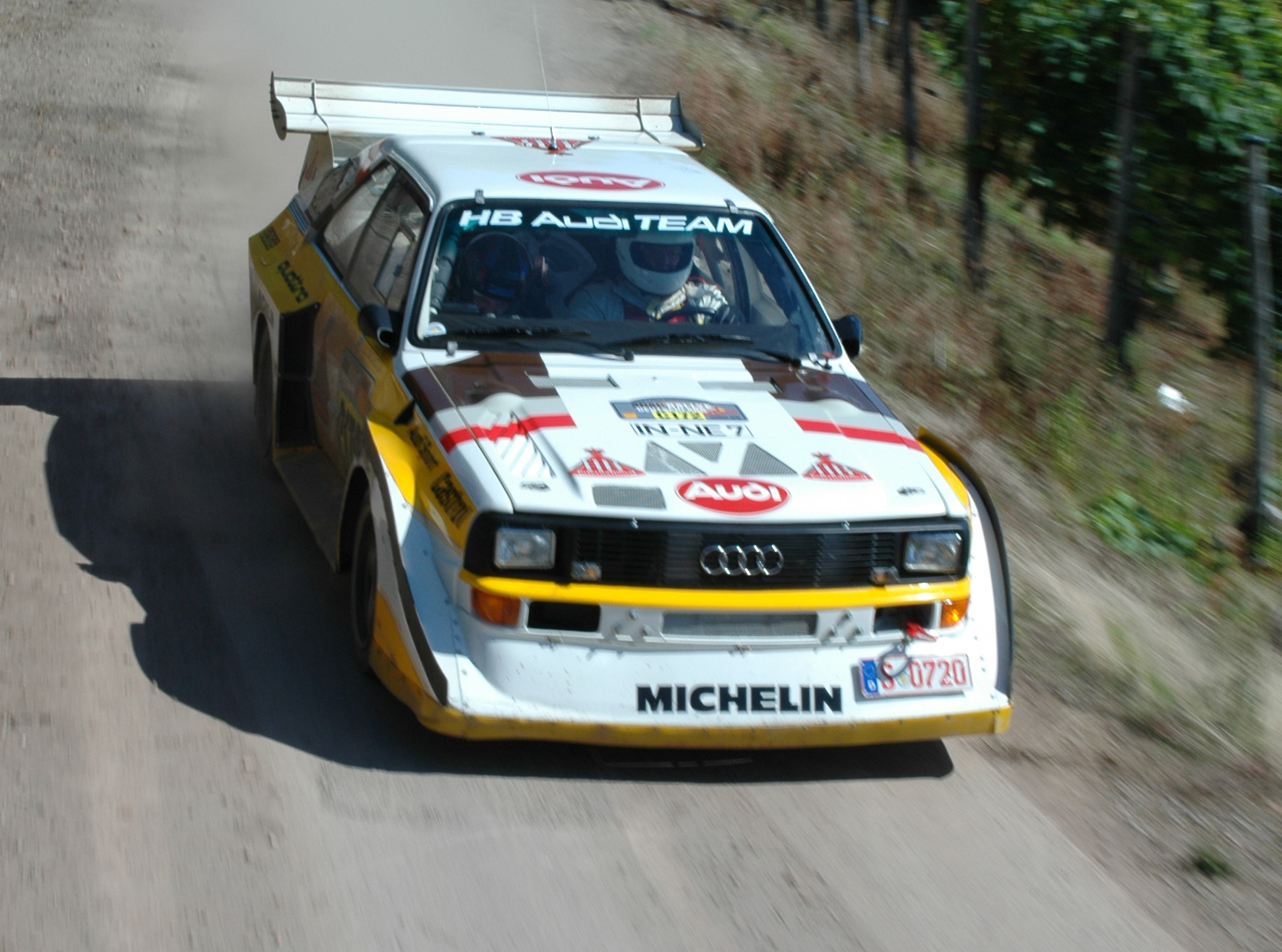
Audi Sport Quattro группы B

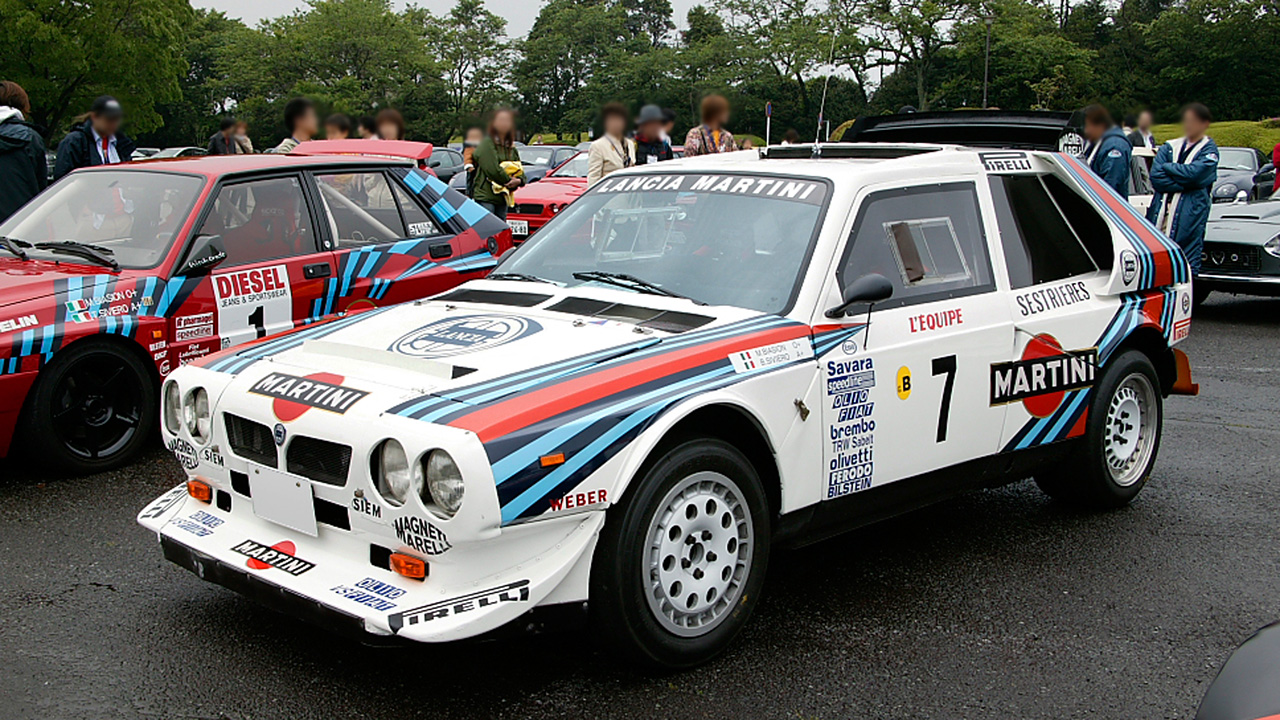
Lancia Delta S4 группы B

В 1980 году немецкий автопроизводитель, в то время ещё не известный публике, представил довольно габаритную и тяжёлую версию своего семейного купе с установленным пятицилиндровым двигателем в 2,1 литра объёмом, турбонаддувом и полным приводом. Так появился Audi Quattro. Международные правила запрещали полный привод, но FISA согласилась изменить правила. Quattro стал побеждать на снежных, ледовых и гравийных трассах, а в 1983 году он принёс Ханну Микколе звание чемпиона мира по ралли. У других производителей не было полноприводных моделей для полноценного ответа, поэтому FISA была вынуждена изменить правила и создать отдельную группу B. В ней разрешалось гораздо сильнее модифицировать автомобиль, и так началось поколение гоночных суперкаров с облегчённым каркасом, полным приводом и мощностью до 600 л.с (450 кВт), наиболее известными среди которых стали Peugeot 205 T16, Renault 5 Turbo, Audi Sport Quattro S1 и Lancia Delta S4.
Но праздник продолжался недолго. В 1985 году на ралли Tour de Corse гибнет Аттилио Беттега. В 1986 году на Ралли Португалия погибло четыре зрителя, а затем в мае на Tour de Corse пилот Lancia Хенри Тойвонен сорвался с горной дороги, и машина с ним и штурманом Серджио Кресто сгорела. FISA мгновенно изменила правила: после 1987 года гонки проходили лишь в группе A, классе автомобилей, близких серийным моделям. Одним из знаковых автомобилей того периода стал Lancia Delta Integrale, доминировавший в мире ралли в течение 1987—1992 годов, выиграв шесть чемпионатов мира подряд, установив непобитый рекорд.

### Пилоты

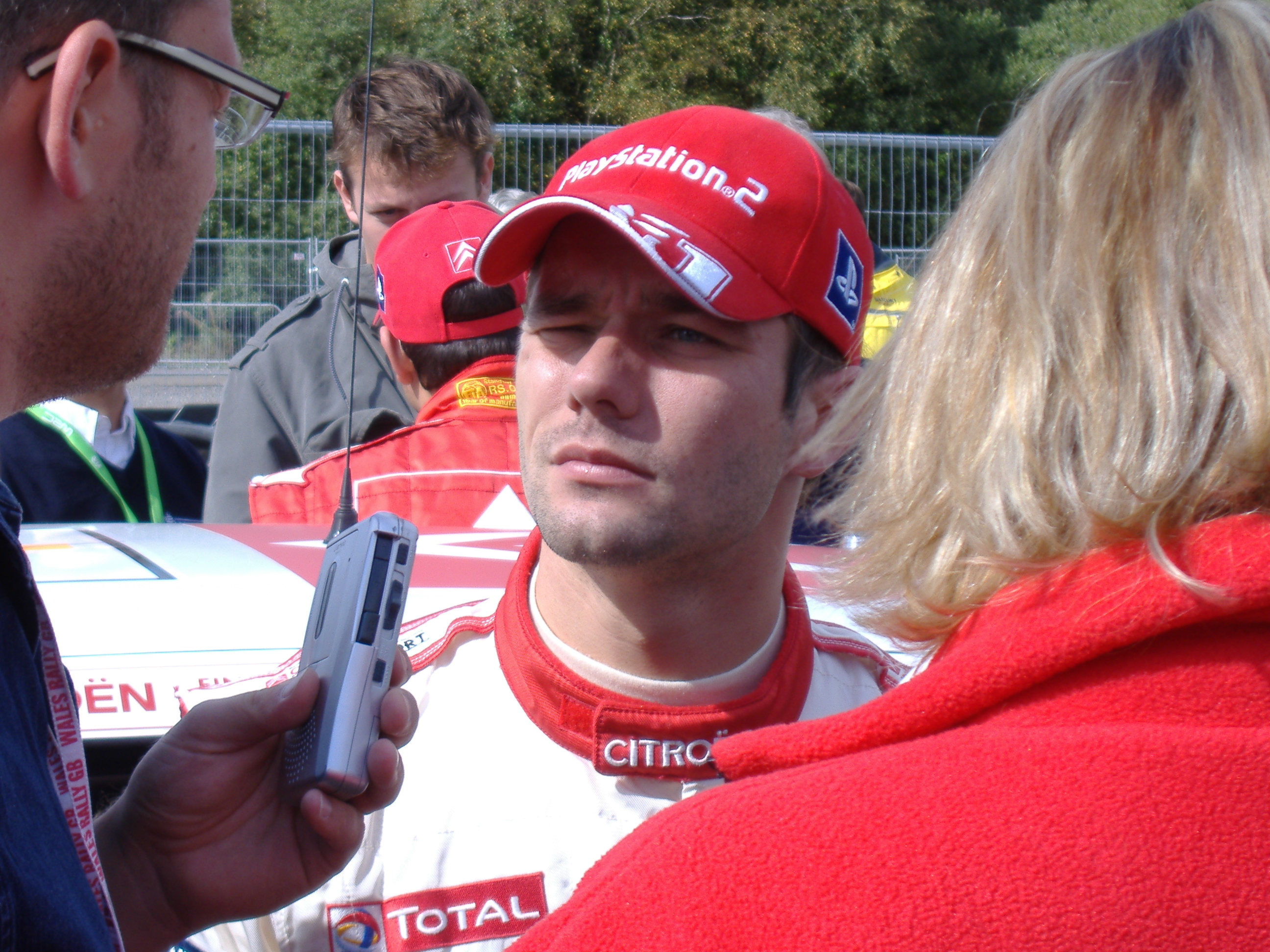
Француз Себастьен Лёб, самый успешный раллист в истории, 9-кратный чемпион мира (2004—2012 годы)

Большинство пилотов 1950-х годов были любителями, мало или совсем не оплачиваемыми, возмещающими свои расходы призовым фондом. Затем в 1960 году появились первые суперзвёзды (которым начали полностью оплачивать гонки) — одним из них был швед Эрик Карлссон, управлявший Saab-ом.
В 1960 году Стюарт Тёрнер, спортивный руководитель British Motor Company, нанял смелых и одарённых молодых финнов, отточивших навыки на сложных гравийных и снежных трассах своей страны. Так появились профессиональные гонщики. С распространением ралли в мире скандинавским водителям начали противостоять гонщики из Италии, Германии, Великобритании, Испании и других стран. Сегодня чемпион мира может быть любой национальности, главное — быть талантливым.

## Виды ралли

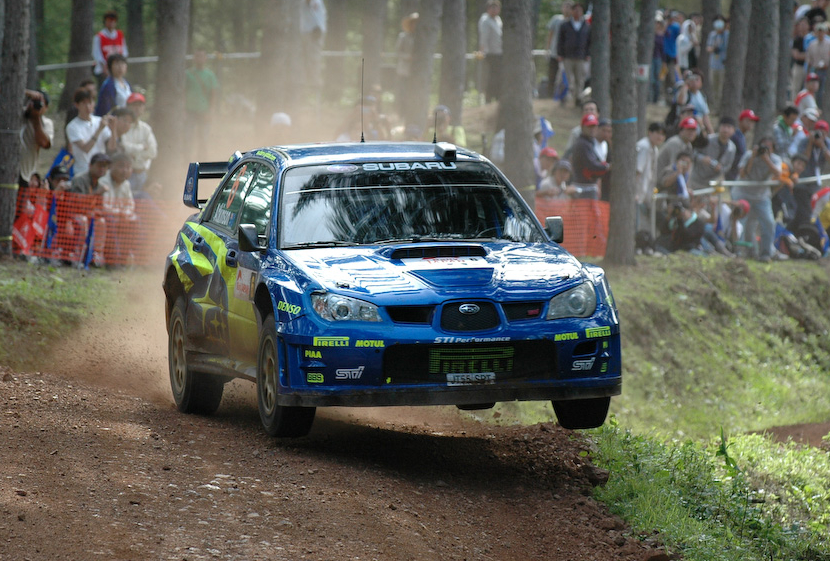
Крис Аткинсон проезжает спецучасток на Subaru Impreza WRC

Существуют два основных вида ралли: по специальным трассам, так называемое «боевое» и дорогам общего пользования — называется ралли 3-й категории (Р3К). Начиная с 1960-х годов гонки по специальным трассам стали профессиональным направлением спорта. Они проводятся на скоростных дорогах, закрытых от общего движения. Этими дорогами могут быть как асфальтированные горные перевалы, так и сложные лесные тропы, как снежные и ледовые трассы, так и жаркие пустыни. Захватывающие и непредсказуемые гонки, а также близость гоночных автомобилей серийным моделям привлекают значительный общественный интерес, особенно в Европе, Азии и Океании.

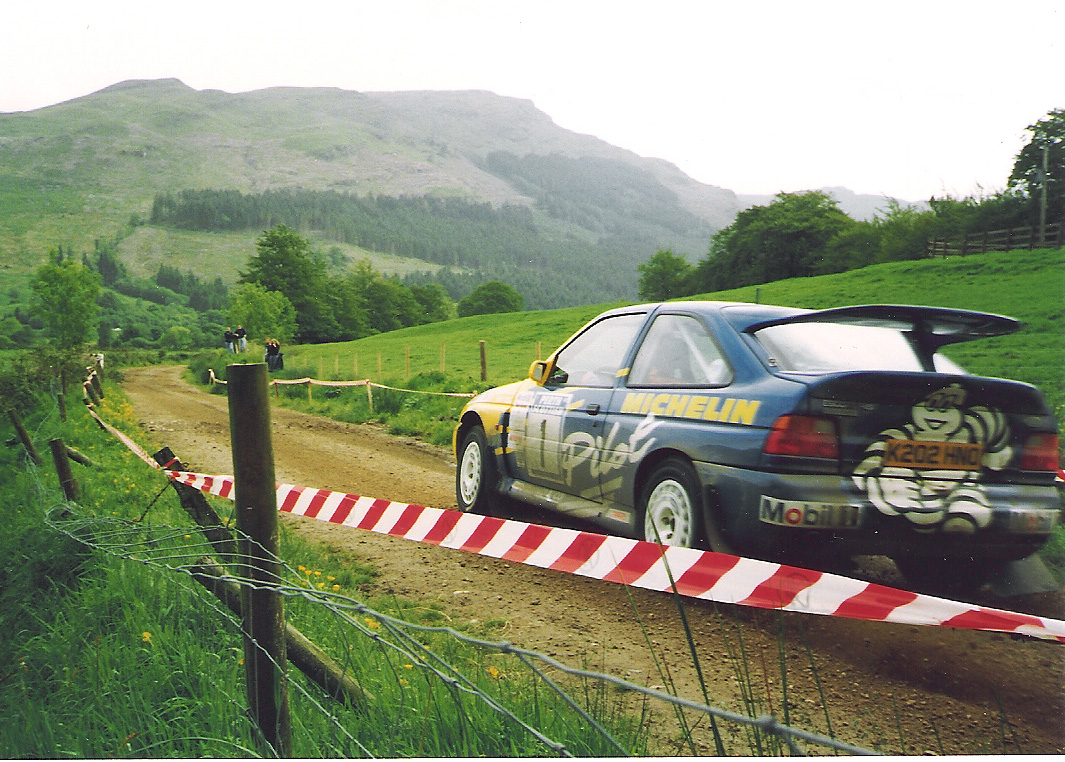
Малкольм Уилсон на своём Ford Escort RS Cosworth

Ралли по дорогам общего пользования (Р3К) появилось раньше и проводится по обычным шоссе, а упор делается не на скорость, а на точность расписания и навигации, и надёжность автомобиля в длинных и сложных заездах. Сегодня это обычно соревнования любительского разряда. Помимо этих видов ралли существует ещё один вид автомобильного ралли — ралли 2-й категории (Р2К), автопробег. Основным принципом является регулярность движения, как правило исключены скоростные участки и прочие элементы соревнования. Ралли 2-й категории носит туристический характер, здесь проявляются навыки командного движения, взаимовыручка участников, дисциплина.

## Ход гонок

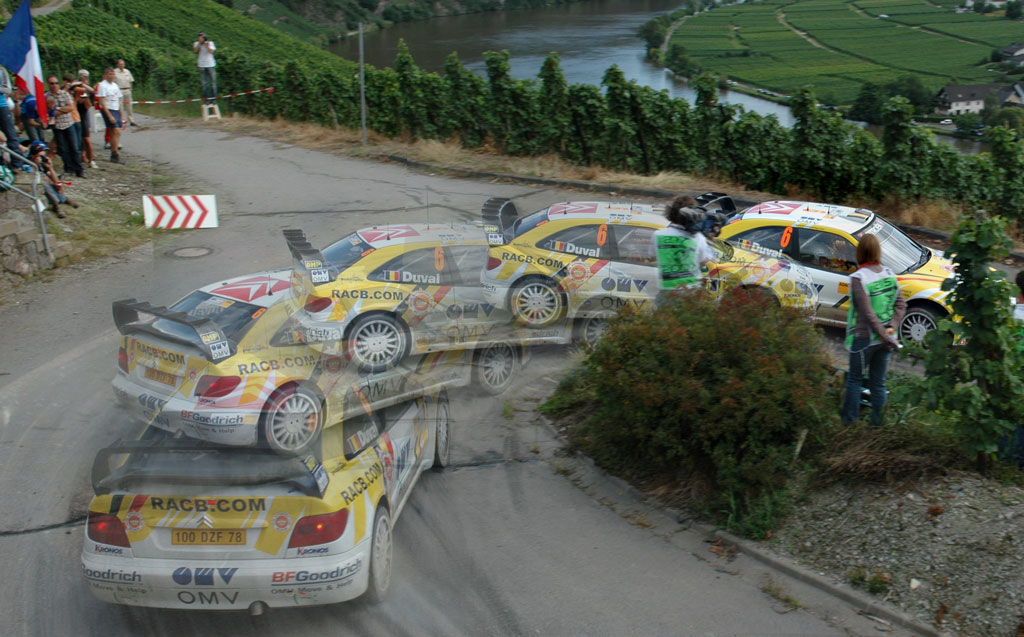
Франсуа Дюваль проходит «шпильку» на асфальтовом спецучастке Ралли Германия

Ралли уникально в плане выбора места и времени гонок. Заезды проходят на любом покрытии и при любых условиях: асфальт, гравий, снег и лёд, а иногда и всё вместе в одной гонке. Гонки проходят в любом месяце года, при любых климатических условиях. Поэтому раллисты должны быть настоящими асами. Из-за того, что водители, в сущности, не знают, что ожидает их впереди, из-за меньшего сцепления на грунтовом покрытии, из-за особенностей гоночных машин, раллисты допускают гораздо больше ошибок, чем гонщики-кольцевики, регулярно вылетая с трассы.

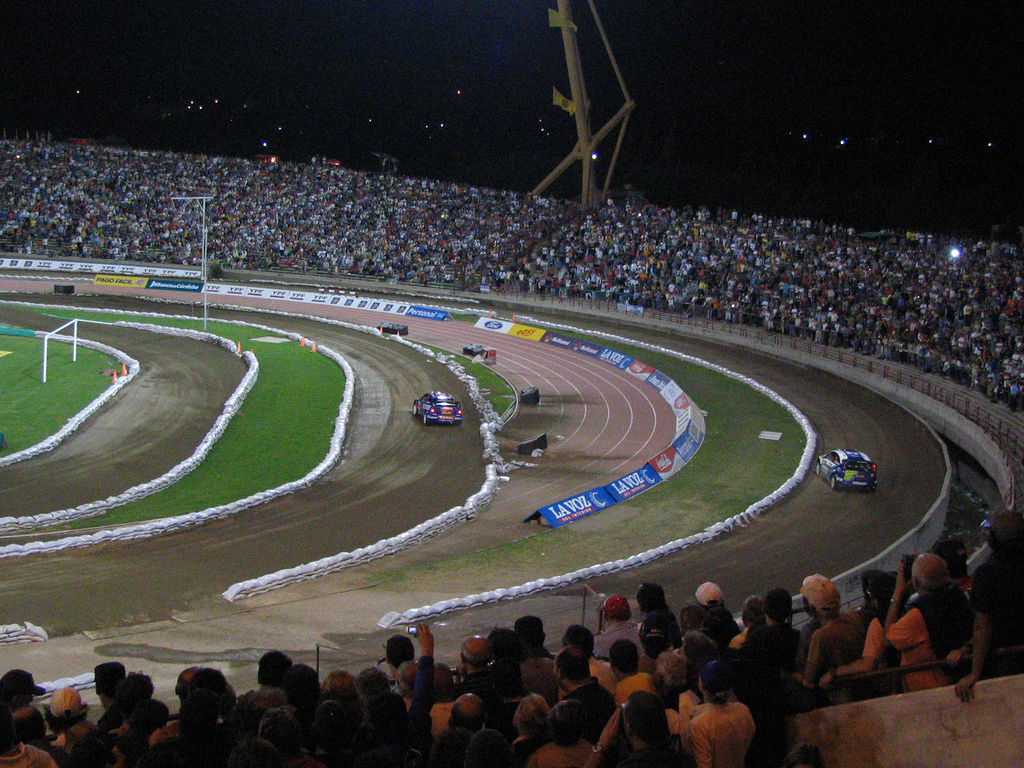
Маркус Гронхольм и Себастьен Лоэб соревнуются на суперспецучастке в Аргентине

Типичная гонка состоит из спецучастков (до 50 километров), когда фактически и идёт борьба, и «перегонных этапов», когда автомобили должны добраться до следующего этапа. Этим и отличаются раллийные автомобили от других гоночных машин — они сохраняют право движения по дорогам общего пользования. Некоторые гонки содержат «суперспецучастки», когда два автомобиля идут по параллельным дорожкам (причём сам участок довольно небольшой и обычно умещается в пределах футбольного стадиона), наглядно показывая борьбу гонщиков. Эти этапы, высмеиваемые некоторыми, становятся всё более популярными. Победителем становится гонщик, показавший наименьшее суммарное время на суперспец- и спецучастках.

## Штурманы и стенограмма

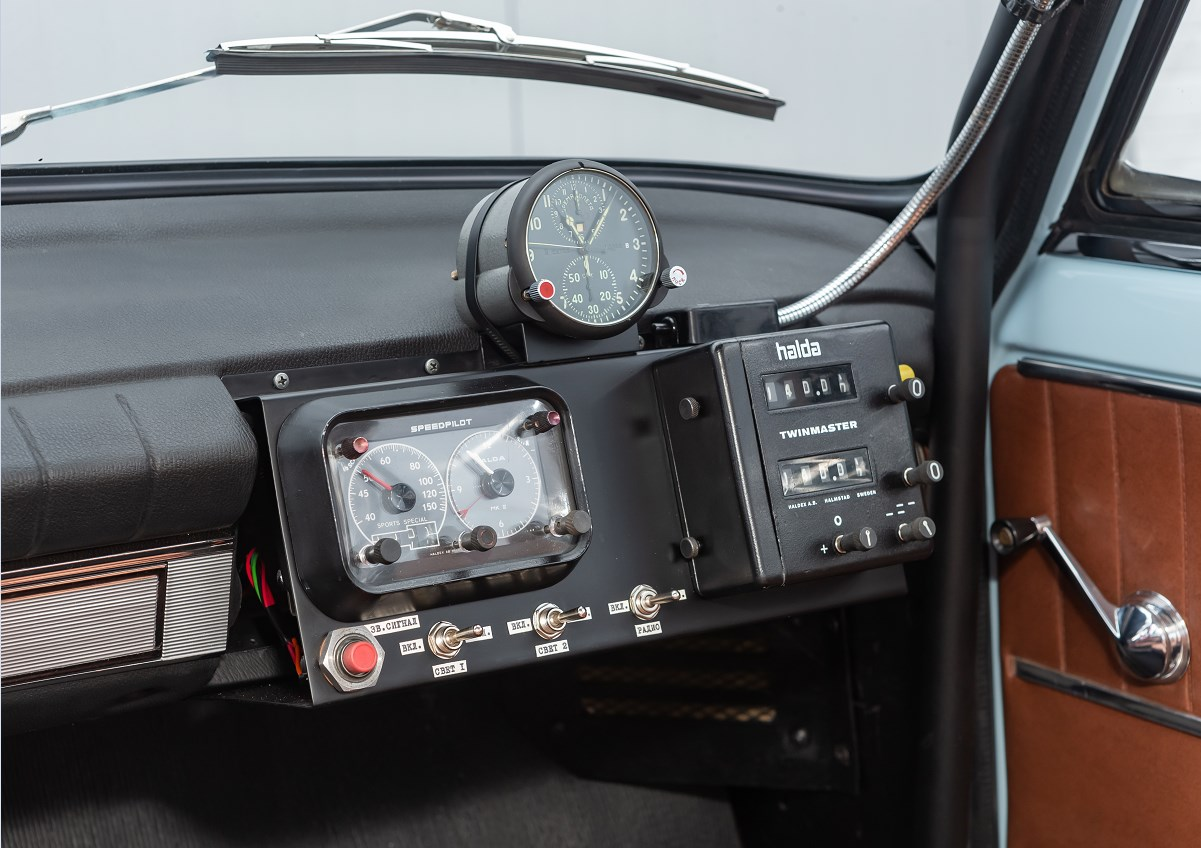
Штурманские приборы характерные для 1970-х годов

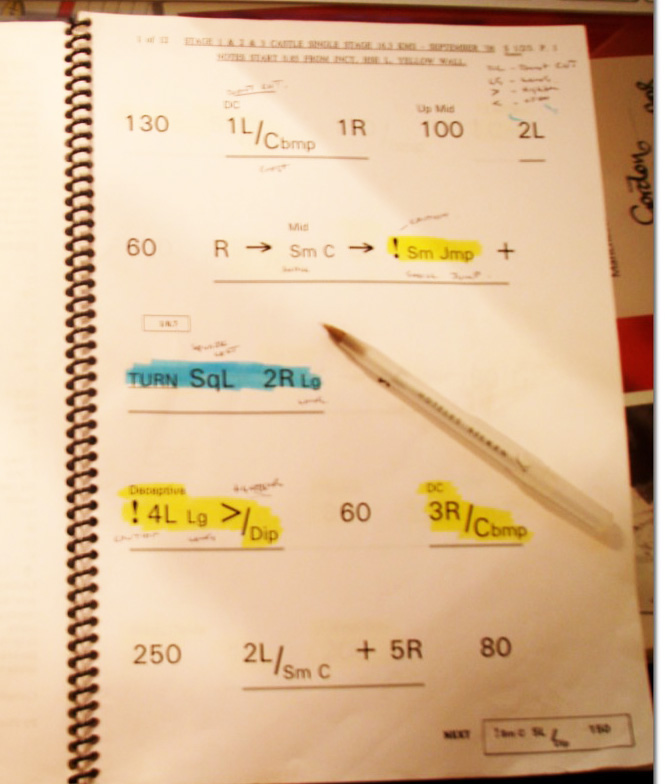
Стенограмма к ралли

Стенограмма является уникальной и важной частью ралли. Телевидение периодически показывает зрителям штурмана, читающего стенограмму по внутренней связи. В стенограмме подробно описан маршрут, что позволяет водителю заранее приготовиться к поворотам и трамплинам.
Во многих ралли, в том числе на Чемпионате мира по ралли, водителям позволяется заранее ознакомиться с трассой для создания стенограммы. Во время этой рекогносцировки водитель сообщает о поворотах и прочих дорожных условиях, а штурман записывает всё в стенограмму. Во время гонки штурман будет читать её по внутренней связи, позволяя водителю проехать трассу как можно быстрее.
На других ралли стенограммы предоставляются организаторами, а предварительное ознакомление с трассой запрещено. Эти заметки, как правило, создаются в соответствии с заранее установленным форматом, а штурман позднее может добавить свои комментарии. Так, подобная система применяется на многих североамериканских ралли из-за нехватки времени и ограничений в бюджете.
Раньше предварительное ознакомление с трассой также было запрещено, штурманы пользовались картами, предоставляемыми организаторами. Точный же маршрут зачастую оставался секретом до дня гонки. Современные же гонки тяготеют к тщательной подготовке, предварительной рекогносцировке, что вызвано значительно возросшей конкуренцией: стенограмма позволяет водителю планировать свой маршрут, повышая скорость и безопасность прохождения гоночного этапа.